# Teriimaevarua III
Teriimaevarua III, Ari'i-ʻOtare Teriʻi-maeva-rua III Pomare, född 28 maj 1871, död 19 november 1932, var regerande drottning av Bora Bora från 1873 till 1895. 
Hon var dotter till Tamatoa V och Moe Ma-hea-nu'u-a-Mai och efterträdde vid två års ålder sin faster och adoptivmor Teriimaevarua II vid dennas död 1873. Hon gifte sig med prins Teri'i Hinoi-a-tua Pomare av Hitia'a 1884 och skilde sig från honom 1887. Hon fick inga barn, men adopterade sina två styvdöttrar. Bora Bora annekterades av Frankrike 19 mars 1887 men monarkin tilläts kvarstå fram till hennes abdikation 1895.